# Joanna Frydrych
Joanna Zofia Frydrych z domu Kandefer (ur. 13 stycznia 1978 w Krośnie) – polska polityk, samorządowiec i ekonomistka, posłanka na Sejm VIII, IX i X kadencji.

## Życiorys
Od 1997 była zawodowo związana z Zakładem Ubezpieczeń Społecznych, pełniąc między innymi funkcję zastępcy dyrektora oddziału ds. dochodów w Jaśle. Jest absolwentką Wyższej Szkoły Informatyki i Zarządzania w Rzeszowie (2003) oraz studiów podyplomowych na kierunku europeistyka na Wydziale Prawa Uniwersytetu Rzeszowskiego (2004). Od stycznia 2013 do grudnia 2014 była prezesem klubu piłkarskiego Karpaty Krosno.
Zaangażowała się w działalność polityczną w ramach Platformy Obywatelskiej, obejmowała funkcje przewodniczącej zarządu powiatowego partii w Krośnie oraz zastępczyni przewodniczącego regionu. W wyborach samorządowych w Polsce w 2010 uzyskała mandat radnej powiatu krośnieńskiego. W wyborach parlamentarnych w 2011 bezskutecznie kandydowała do Senatu w okręgu nr 57, zajmując drugie miejsce z wynikiem 27 196 głosów (23% głosów w okręgu). W 2014 została wybrana na radną sejmiku podkarpackiego.
W wyborach parlamentarnych w 2015 kandydowała do Sejmu w okręgu wyborczym nr 22 (Krosno). Uzyskała mandat posłanki VIII kadencji, otrzymując 5761 głosów. Przystąpiła do Klubu Parlamentarnego Platformy Obywatelskiej. W Sejmie VIII kadencji została członkinią Komisji Polityki Społecznej i Rodziny oraz Komisji Nadzwyczajnej do spraw deregulacji, pracowała też w Komisji Łączności z Polakami za Granicą, Komisji Sprawiedliwości i Praw Człowieka (2015–2016) oraz Komisji Ochrony Środowiska, Zasobów Naturalnych i Leśnictwa. W 2017 została wiceprzewodniczącą regionu podkarpackiego partii. W wyborach do Parlamentu Europejskiego w 2019 bezskutecznie ubiegała się o mandat eurodeputowanej z 5. miejsca w okręgu obejmującym województwo podkarpackie, zdobywając 8004 głosy (1,07% głosów oddanych w okręgu).
W wyborach krajowych w tym samym roku z ramienia Koalicji Obywatelskiej została natomiast wybrana do Sejmu IX kadencji, otrzymując 18 623 głosy. Była m.in. przewodniczącą Podkomisji stałej do spraw polityki społecznej. Poselską reelekcję uzyskała także w wyborach w 2023 (z wynikiem 29 681 głosów). W X kadencji została zastępczynią przewodniczącego Komisji Polityki Społecznej i Rodziny.

## Życie prywatne
Córka Józefa i Marii. Zamężna z Arturem, ma syna Piotra. Zamieszkała w Targowiskach.

## Wyniki wyborcze
| Wybory | Komitet wyborczy   | Komitet wyborczy      | Organ                            | Okręg        | Wynik           |
| ------ | ------------------ | --------------------- | -------------------------------- | ------------ | --------------- |
| 2011   |                    | Platforma Obywatelska | Senat VIII kadencji              | nr 57        | 27 196 (22,98%) |
| 2015   | Sejm VIII kadencji | Platforma Obywatelska | nr 22                            | 5761 (1,76%) |                 |
| 2019   |                    | Koalicja Europejska   | Parlament Europejski IX kadencji | nr 9         | 8004 (1,07%)    |
| 2019   |                    | Koalicja Obywatelska  | Sejm IX kadencji                 | nr 22        | 18 623 (4,77%)  |
| 2023   | Sejm X kadencji    | Koalicja Obywatelska  | 29 681 (6,72%)                   | nr 22        |                 |